# Verwaltungsgemeinschaft Burgstädt
Die Verwaltungsgemeinschaft Burgstädt ist eine Verwaltungsgemeinschaft im Freistaat Sachsen. Sie liegt im Westen des Landkreises Mittelsachsen etwa 17 km nordwestlich von Chemnitz, zirka 8 km nordöstlich von Limbach-Oberfrohna und zirka 13 km westlich von Mittweida. Landschaftlich befindet sich das Gemeinschaftsgebiet zwischen den Tälern der Flüsse Zwickauer Mulde und der Chemnitz, welche nördlich der Gemeinde zusammenfließen. Durch die Verwaltungsgemeinschaft (Gemeinde Mühlau) verläuft die Bundesstraße 95. Knapp östlich von Taura führt die Bundesstraße 107 am Gemeinschaftsgebiet vorbei. Das Gemeinschaftsgebiet ist auch über die Anschlüsse Chemnitz-Glösa und Chemnitz-Mitte der südlich verlaufenden Bundesautobahn 4 zu erreichen.

## Die Gemeinden mit ihren Ortsteilen
- Burgstädt mit den Ortsteilen Burgstädt (Stadt), Göppersdorf, Herrenhaide, Burkersdorf, Heiersdorf, Helsdorf, Mohsdorf und Schweizerthal
- Mühlau
- Taura mit den Ortsteilen Taura, Köthensdorf und Reitzenhain